# Bodo Hombach

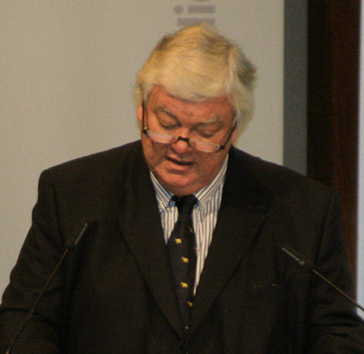
Bodo Hombach, 2012

Bodo Hombach (* 19. August 1952 in Mülheim an der Ruhr) ist ein ehemaliger deutscher Politiker (SPD).
Hombach war im Jahr 1998 kurzzeitig Wirtschaftsminister in Nordrhein-Westfalen und von 1998 bis 1999 neun Monate lang Chef des Bundeskanzleramtes sowie Bundesminister für besondere Aufgaben in der ersten Regierung Schröder. Danach wechselte Hombach als EU-Sonderkoordinator des Stabilitätspaktes für Südosteuropa nach Brüssel.

## Leben

### Ausbildung und Beruf
Nach einer Ausbildung zum Fernmeldehandwerker von 1967 bis 1970 beim Fernmeldeamt in Duisburg erarbeitete sich Hombach von 1970 bis 1973 die Fachhochschulzulassung auf dem zweiten Bildungsweg. Zwischen 1973 und 1978 studierte er an der Fachhochschule Düsseldorf und an der Gesamthochschule Duisburg und schloss als Diplom-Sozialarbeiter ab. Später war er bis 1998 berufsbegleitend Teilzeitstudent an der Fernuniversität in Hagen.
In der Zeit von 1973 bis 1974 war Hombach Sekretär der Postgewerkschaft, von 1974 bis 1976 persönlicher Referent des Vorsitzenden beim Landesbezirk Nordrhein-Westfalen des Deutschen Gewerkschaftsbundes, von 1977 bis 1979 Landesgeschäftsführer NRW der Gewerkschaft Erziehung und Wissenschaft.
Parallel zur Tätigkeit als Abgeordneter im Landtag NRW von 1990 bis 1998 (Kabinett Rau IV (SPD) und Kabinett Rau V (rot-grün)) war er in der Zeit von 1991 bis 1998 Geschäftsführer der Preussag (Salzgitter) Handel GmbH und der Preussag (Salzgitter) International GmbH, von 1988 bis 1998 Mitglied des Aufsichtsrates der Ruhrkohle Bergbau AG (vormals Bergbau AG Lippe, Ruhrkohle Westfalen AG). Ferner fungierte Hombach von 1995 bis 1998 als Mitglied des Beirates der Arbeitsgemeinschaft Wasserwerke und von 1996 bis 1998 als Mitglied des Aufsichtsrates der Ruhrwasser AG.
Von 1997 bis 1998 war er Mitglied des Wirtschaftsbeirates RWE Energie AG. Im April 2008 wurde Hombach in den Hochschulrat der FernUniversität in Hagen berufen.
Seit Dezember 2010 ist Hombach Lehrbeauftragter am Institut für Politische Wissenschaft und Soziologie der Rheinischen Friedrich-Wilhelms-Universität Bonn. 2011 bis 2013 war Bodo Hombach Moderator des Initiativkreises Ruhr, einer Vereinigung von rund 70 Unternehmen aus der Region. Seit November 2011 ist er ehrenamtlicher Präsident der Bonner Akademie für Forschung und Lehre praktischer Politik (BAPP). Die Akademie ist ein An-Institut der Universität Bonn und soll den Austausch zwischen Politik, Wirtschaft und Wissenschaft fördern. Seit Oktober 2012 ist Bodo Hombach Lehrbeauftragter an der Hochschule Bonn-Rhein-Sieg. Die Rheinische Friedrich-Wilhelms-Universität ernannte ihn im November 2014 zum Honorarprofessor. Im Dezember 2015 wurde Hombach zudem Honorarprofessor „Politik und Kommunikation sozio-ökonomischer Prozesse“ der Hochschule Bonn-Rhein-Sieg in Hennef. 2022 trat Bodo Hombach als Präsident des BAPP zurück. Seine Nachfolger sind Armin Laschet (CDU) und Sigmar Gabriel (SPD), die sich das Amt teilen.

### Landespolitik
Nach seiner Tätigkeit als GEW-Landesgeschäftsführer in NRW war Hombach in der Zeit von 1979 bis 1981 stellvertretender Landesgeschäftsführer der SPD Nordrhein-Westfalen und von 1981 bis 1991 Landesgeschäftsführer der nordrhein-westfälischen SPD. Sein Mandat als Abgeordneter des nordrhein-westfälischen Landtags übte Bodo Hombach von 1990 bis 1999 aus. In dieser Funktion wirkte er als wirtschaftspolitischer Sprecher der SPD und war Vorsitzender des Untersuchungsausschusses I.
Vom 9. Juni bis zum 27. Oktober 1998 war Hombach Minister für Wirtschaft und Mittelstand, Technologie und Verkehr in Nordrhein-Westfalen.
Im April 2008 wurde er von Ministerpräsident Jürgen Rüttgers (CDU) als stellvertretender Vorsitzender in die Zukunftskommission der nordrhein-westfälischen Landesregierung berufen.

### Wahlkampfmanager
In den 1980er und 1990er Jahren leitete Hombach eine Reihe von Wahlkämpfen der NRW- und der Bundes-SPD mit und beriet bei mehreren Wahlkämpfen im Ausland, etwa in Südafrika bei Nelson Mandela. Im Bundestagswahlkampf 1998 hatte er eine größere Rolle als Wahlkampfmanager in der SPD und wurde in seiner Rolle als Berater vom Kanzlerkandidat Gerhard Schröder als einer der ersten deutschen Spin-Doctoren thematisiert. So wurde er unter anderem in der FAZ als „Der Kanzlerflüsterer“ porträtiert. Er galt als geschickter Wahlkampfstratege und Schöpfer des Slogans „Wir in Nordrhein-Westfalen“.

### Bundespolitik
Bundeskanzler Gerhard Schröder berief Hombach nach dem Wahlsieg im Oktober 1998 als Chef des Bundeskanzleramts und Bundesminister für besondere Aufgaben in sein Kabinett. Hombach war zuvor enger Wahlkampfberater von Schröder und vertrat offensiv dessen Konzept der „Neuen Mitte“. Er wandte sich gegen die Politik von Oskar Lafontaine.
Gemeinsam mit dem Briten Peter Mandelson erarbeitete Hombach das Strategiepapier Der Weg nach vorne für Europas Sozialdemokraten. Der im Jahr 1999 veröffentlichte Entwurf war unter der Bezeichnung „Schröder-Blair-Papier“ bekannt geworden.

### Europapolitik
Im Jahr 1999 wechselte Hombach, der in der Regierungskoalition umstritten war, auf Regierungswunsch von seinem vorherigen Amt des Bundeskanzleramtschefs nach Brüssel, wo er die Position des EU-Sonderkoordinators für den Stabilitätspakt in Südosteuropa übernahm. In dieser Funktion stand Hombach an der Spitze des Stabilitätspakts und war als Vorsitzender des sogenannten Regional Table zuständig für die Koordinierung der drei Arbeitsgruppen (Working Tables) der Organisation. Damit war Hombach unter anderem verantwortlich für die Themen Freiheit der Medien, Infrastruktur sowie die Bekämpfung von organisierter Kriminalität, Korruption und Terrorismus. Als Organisator der ersten Geber-Konferenz im Jahr 2000 sammelte Hombach circa 4,7 Milliarden Euro für die Länder des Balkans ein. Nach Hombachs Wechsel zur WAZ-Gruppe wurde Erhard Busek sein Nachfolger als Sonderkoordinator des Stabilitätspakts.

### Verlagsleitung
Von Februar 2002 bis Februar 2012 war Hombach der von der Familie Brost bestellte Geschäftsführer der WAZ-Mediengruppe, seit Juli 2008 zusammen mit Christian Nienhaus.
Im Oktober 2007 startete die WAZ-Gruppe das Internetportal DerWesten, welches die Angebote von fünf nordrhein-westfälischen Tageszeitungen des Verlags bündelt. Außerdem übernahm die WAZ-Mediengruppe im Jahr 2007 die Braunschweiger Zeitung und stieg im selben Jahr mit der Übernahme des Essener Klartext Verlages ins Buchgeschäft ein. Mit dem ZDF wurde September 2009 eine Kooperation geschlossen, dass Videobeiträge des ZDF auf dem Nachrichtenportal DerWesten eingebunden werden.
Im Mai 2007 veröffentlichte die WAZ-Mediengruppe einen Verhaltenskodex für die Mitarbeiter, laut dem unter anderem eine Trennung von Redaktion und Werbung in der WAZ vorgesehen ist.
Mit der neu geplanten Konzernstrategie sollten ab 2009 rund 260 der 900 Stellen bei WAZ-Titeln in NRW wegfallen. Bis Juli 2009 wurden laut Konzernangaben 275 Mitarbeiter entlassen. Eine weitere Stellenreduzierung und Bündelung der Aktivitäten wurde darauf folgend auch bei den Titeln in Ostdeutschland geplant. Die Entlassung des Chefredakteurs der Thüringer Allgemeinen, Sergej Lochthofen, der Hombachs Pläne abgelehnt hatte, sorgte für eine Kontroverse in der Region und bei der Redaktion.
Mit dem Verkauf der Anteile der Erben von Erich Brost an Petra Grotkamp beendete Hombach im Februar 2012 seine Tätigkeit als Geschäftsführer bei der WAZ-Mediengruppe.

### Politikwissenschaft
Hombach, Lehrbeauftragter am Institut für Politische Wissenschaft und Soziologie, war von November 2011 bis Oktober 2022 Präsident der Bonner Akademie für Forschung und Lehre praktischer Politik. Seit Oktober 2022 ist er Ehrenpräsident der Akademie. Diese fungiert als sogenanntes Aninstitut der Universität Bonn. Im Wintersemester 2012/13 wurde der Lehrbetrieb aufgenommen. Im November 2014 ernannte ihn der Rektor der Universität Bonn, Jürgen Fohrmann, zum Honorarprofessor. Im Dezember 2015 wurde Hombach zudem Honorarprofessor „Politik und Kommunikation sozio-ökonomischer Prozesse“ der Hochschule Bonn-Rhein-Sieg im Fachbereich 6, Hennef.

### Stiftungsarbeit
Von Juni 2011 bis Januar 2020 war Hombach stellvertretender Vorstandsvorsitzender der Brost-Stiftung, seitdem ist er Vorstandsvorsitzender.

## Ehrungen, Auszeichnungen und ehrenamtliche Tätigkeiten
Für seine Verdienste um das berufliche Bildungswesen wurde ihm 1996 der Georg-Schulhoff-Preis verliehen. Im gleichen Jahr erhielt er außerdem die Ehrennadel des Westdeutschen Handwerkskammertags. Im Juli 2002 wurde Hombach vom europäischen Steuerzahlerbund mit dem „Europäischen Stier“ ausgezeichnet. Der Interessenverband hatte gewürdigt, dass Hombach weniger Geld ausgegeben hatte, als ihm laut Etatansatz zustand. Im Dezember 2006 wurde Bodo Hombach mit dem Verdienstorden des Landes Nordrhein-Westfalen ausgezeichnet. Am 16. November 2009 wurde Bodo Hombach vom damaligen Bundespräsidenten Horst Köhler mit dem Verdienstkreuz 1. Klasse des Verdienstordens der Bundesrepublik Deutschland ausgezeichnet. Am 28. März 2014 erhielt Hombach den Orden Mérite Européen.

## Eigenheim-Affäre
In den Jahren 1998 und 1999 wurde Hombach unterstellt, vom Veba-Konzern beim Neubau seines Eigenheims Preisvergünstigungen in sechsstelliger Höhe erhalten zu haben. Der Fall wurde von der Staatsanwaltschaft Bochum aufgerollt. Sie kam 1999 zu dem Schluss: „Wir haben keine Erkenntnisse über ein strafrechtliches Verhalten des Herrn Hombach im Zusammenhang mit diesem Hausbau.“ Hombach selbst wies die Vorwürfe zurück und bekundete, dass er Quittungen vorlegen könne und es eine Untersuchung einer Wirtschaftsprüfungsgesellschaft gebe, die die Preise als im Rahmen des Üblichen bezeichnete.
Hombach ging gegen die Äußerungen gerichtlich vor. In einem Verfahren vor dem Landgericht Hamburg wurde auch der leitende Bauingenieur gehört, der Hombachs Haus Ende der 1990er Jahre gebaut hatte. Im ersten Verfahren im Jahr 1999 hatte er Veba-Geschenke zunächst bestritten, dann seine früheren Erklärungen jedoch widerrufen und war wegen Meineids verurteilt worden. Im Gerichtsprozess vor dem LG Hamburg erklärte der Bauleiter Jahre später wiederum, er wisse nichts über angebliche Bevorzugungen Hombachs. „Darüber ist mit mir nie gesprochen worden, und darüber habe ich auch nie Unterlagen erhalten“. Den angeblichen Meineid habe er zugegeben, weil er sich in der U-Haft unter Druck gesetzt gefühlt habe. Auch fünf andere Zeugen, die angeblich Belastendes gewusst hatten, konnten in dem Prozess nichts Genaues sagen.
Im Juli 2007 untersagte das LG Hamburg Michael Dichand, Sohn des Verlegers der Kronen Zeitung Hans Dichand, zu behaupten Hombach habe sich sein Häuschen von der VEBA finanzieren lassen und die WAZ mache Geschäfte mit der Organisierten Kriminalität in Kroatien. Die Äußerungen verletzten das allgemeine Persönlichkeitsrecht Hombachs und seien geeignet, ihn „in ganz beträchtlichem Maß“ herabzuwürdigen. Dichands Berufung blieb erfolglos und die Revision dagegen nicht zugelassen. Seine Beschwerde beim Bundesgerichtshof wurde mit Beschluss vom 16. September 2008 zurückgewiesen.
Hombach verkaufte das Haus später für 1,3 Millionen €. Nach Angabe von Hans Leyendecker lagen die Kosten mit den Anwälten und Gutachtern bei 300.000 €.

## Schriften
- Die Ruhr und ihr Gebiet – Leben am und mit dem Fluss. (Hrsg.): Bodo Hombach, Aschendorff Verlag, Münster 2020, ISBN 978-3-402-24640-5.
- Über das Internet und die Entgrenzung kultureller und zeitlicher Lebensräume. In: Hubert Burda, Mathias Döpfner, Bodo Hombach, Jürgen Rüttgers (Hrsg.): 2020 – Gedanken zur Zukunft des Internets. Klartext, Essen, 2010, S. 239–246. ISBN 978-3-8375-0376-0.
- Auf der Seidenstraße. In: Der Brückenbauer – Festschrift für Klaus Mangold. Berlin 2010, S. 144–145.
- Gerüchte-Küche – ein unscharfes Dossier. In: epd Medien, 16. Oktober 2010, Frankfurt/Main 2010.